# زانگرهاوزن (ناحیه)
زانگرهاوزن (به آلمانی: Landkreis Sangerhausen) یک ناحیه در آلمان است که در زاکسن-آنهالت واقع شده‌است. زانگرهاوزن ۶۶٬۱۳۴ نفر جمعیت دارد.